# Ambroise Boudin
Pour les articles homonymes, voir Boudin.
Ambroise Boudin (1874-1965) est un torero français.

## Biographie
Fils du torero Étienne Boudin, Ambroise Boudin naît le 26 mai 1874 à Aimargues, près de la glacière, où ses parents séjournaient dans une roulotte.
Surnommé « Brésillon » ou « Pouly II », il fait ses débuts à l'âge de seize ans au sein du quadrille de son père. Dès lors, il le suit dans ses tournées en Belgique, en Hollande, en Algérie et en Tunisie. À Paris, il est remarqué par Lagartijo et Ángel Pastor, qui lui donnent des conseils. En 1898, il succède à son père à la direction de sa troupe, et fait le choix de développer la course de quadrille que ce dernier avait conçue.
Réputé pour sa souplesse et remarqué pour ses sauts, il poursuit ses tournées à l'étranger où il fait connaître la tauromachie. Il se rend aussi en Espagne dans le but de se familiariser avec les suertes du pays, et s'inscrit pour cela un temps à l'école taurine de Séville. Une fois revenu en France, il choisit de se tourner vers les capeas et novilladas, donnant sa première estocade en 1902 à Perpignan.
Couru par les impresarios espagnols, il accepte de se produire en 1908 à Bilbao, où il est amené à toréer seul deux bêtes. Il leur assène quatre banderilles et est ovationné par le public. On le voit également à Barcelone et Saragosse. 
Le 6 juin 1909 à Arles, il finit par recevoir l'alternative, des mains d'Enrique Vargas. Celle-ci n'est néanmoins pas reconnue à l'étranger.
Il reçoit par ailleurs plusieurs blessures, dont l'une, le 14 juillet 1914 à Lunel, le conduit à se retirer : ayant subi une fracture de la clavicule droite, il n'est pas remis lorsqu'éclate la Grande Guerre qui signe l'interruption des courses.
Pour Pierre Dupuy et Louis-Gilbert Lacroix, il reste « le premier Français à représenter l'image mythique du torero ». 

### Éleveur et entrepreneur
En 1894, il achète la manade de Ferdinand Bancel, dont il fait se produire le bétail l'année suivante à Béziers dans le cadre d'une capea. Un taureau, Paré, s'y illustre particulièrement et devient « le premier grand cocardier de l'histoire de la course libre », notamment dans le cadre de ses affrontements avec Léon Héraud.
En 1925, il reconstitue un cheptel de diverses provenances : Viret, Barbier, Jaubert-Barbaroux et Saurel, des vaches des Landes, et un étalon d'Alipio Pérez-Tabernero. 
En 1928, il devient fermier du mas de l'Étourneau, à Mas-Thibert, « un des plus grands domaines de Camargue, et l'un des meilleurs pour le bétail ». Après la Libération, elle est la source presque unique du bétail des corridas (cinq sur sept de celles données en 1946), du fait de la fermeture de la frontière espagnole.
En 1946 également, il acquiert le mas auprès de la Compagnie agricole de la Crau.
Dupuy et Lacroix soulignent qu'il se révèle alors « un homme d'affaires avisé », fournissant l'entièreté des services (notamment la fourniture du bétail et la location des arène) pour les capeas. Il dirige des plazas d'importance, à Arles, Béziers ou Marseille. Il propose également des locations « pour prises de vues cinématographiques ».
Il ouvre également, sur l'actuel site du jardin d'Hiver à Arles, une salle dénommée Les Folies arlésiennes, où on peut voir du music-hall et du cinéma. 
Enfin il participe à la gestion des hospices civils arlésiens, et est administrateur du journal local L'Homme de bronze, ainsi que du socialiste La Liberté.
Il amasse une vaste fortune, laissée à ses fils.

### Vie personnelle
Une rumeur lui a prêté les faveurs d'Anne de Crussol.
Époux de Marthe Martin, il a trois fils : Étienne, devenu gérant de la jasse de la Demoiselle ; Pierre, devenu torero à son tour ; et Achille, retiré au mas des Bruns.
C'est lui qui initie son fils Pierre au métier de torero, et lance sa carrière dès 1910, alors que Pierre n'a que onze ans.

### Fin et postérité
Il s'éteint à Arles le 4 septembre 1965. 
Dans les années 1960, l'érudit local Jean-Paul Nourri demande à Boudin de mettre par écrit ses souvenirs ; sa mort l'empêche d'achever ce texte, et seul un article en sera publié dans la Gazette de l'Union des bibliophiles taurins de France, consacré à un voyage de Hongrie en 1903.